# Ceriana smaragdina
Ceriana smaragdina är en tvåvingeart som först beskrevs av Walker 1858.  Ceriana smaragdina ingår i släktet griffelblomflugor, och familjen blomflugor. Inga underarter finns listade i Catalogue of Life.